# Aoplus ochropis
Aoplus ochropis är en stekelart som först beskrevs av Gmelin 1790.  Aoplus ochropis ingår i släktet Aoplus och familjen brokparasitsteklar. Arten är reproducerande i Sverige. Utöver nominatformen finns också underarten A. o. coloradensis.